# Martin Wimmer

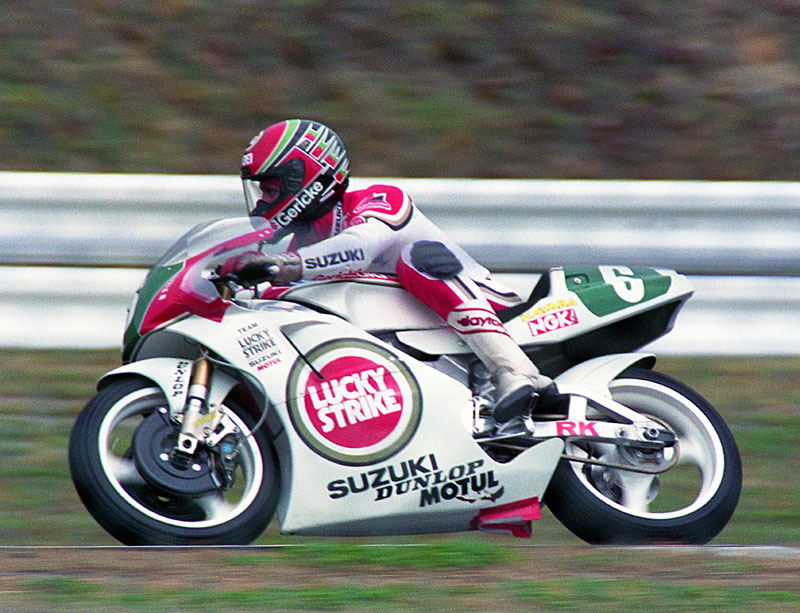
Martin Wimmer tijdens de Grand Prix van Japan 1991.

Martin Wimmer (München, 11 oktober 1957) is een Duits voormalig motorcoureur. Hij is drievoudig Grand Prix-winnaar in het wereldkampioenschap wegrace.

## Carrière
In 1978 behaalde Wimmer zijn eerste motorsporttitel in de eerste editie van de Duitse Yamaha-Cup. Aan het eind van 1980 maakte hij zijn debuut in de 250 cc-klasse van het wereldkampioenschap wegrace op een Yamaha in zijn thuisrace, waarin hij negende werd. In 1981 won hij twee titels in het Duits kampioenschap wegrace in zowel de 250 cc- als de 350 cc-klasse. In het WK wegrace reed hij eveneens een dubbel programma in de 250 cc en de 350 cc. In de 250 cc was een vierde plaats in de Grand Prix der Naties zijn beste resultaat, waardoor hij met 33 punten achtste werd. In de 350 cc kwam hij niet verder dan een zesde plaats in Groot-Brittannië en werd hij met 11 punten twaalfde in de eindstand.
In 1982 reed Wimmer opnieuw in zowel de 250 cc- als de 350 cc-klasse van het WK wegrace. In de 250 cc behaalde hij zijn eerste Grand Prix-zege in Groot-Brittannië en behaalde ook in Tsjecho-Slowakije een podiumfinish. Met 48 punten werd hij achter Jean-Louis Tournadre, Toni Mang en Roland Freymond vierde in het kampioenschap. In de 350 cc reed hij vijf races, waarin twee vijfde plaatsen in Frankrijk en in de Grand Prix der Naties zijn beste resultaten waren. Met 12 punten werd hij zestiende in het klassement. In 1983 werd het WK 350 cc niet meer gehouden en kwam Wimmer uit in het WK 250 cc. Hij behaalde een podiumplaats in Spanje en werd met 45 punten zesde in het klassement. In 1984 behaalde hij twee tweede plaatsen in de Grand Prix der Naties en in zijn thuisrace en werd zo met 47 punten zevende in de eindstand. Ook won hij dat jaar zijn tweede titel in het Duitse 250 cc-kampioenschap.
In 1985 behaalde Wimmer zijn tweede Grand Prix-zege in Duitsland. Ook behaalde hij podiumplaatsen in Spanje en de TT van Assen. Met 69 punten werd hij achter Freddie Spencer, Toni Mang en Carlos Lavado vierde in de rangschikking. Tevens behaalde hij zijn derde en laatste titel in de Duitse 250 cc. In 1986 behaalde hij in het WK 250 cc twee podiumfinishes in Duitsland en Oostenrijk en werd hij met 56 punten zesde in de eindstand. In 1987 won hij zijn laatste Grand Prix in Spanje en behaalde hij podiumplaatsen in Groot-Brittannië en Portugal. Met 61 punten werd hij achtste in het klassement. Ook won hij dat jaar, samen met Kevin Magee, de 8 uur van Suzuka.
In 1988 werden de resultaten van Wimmer in het WK 250 cc minder. Een zesde plaats in zijn thuisrace was zijn beste resultaat. Met 40 punten werd hij veertiende in de eindstand. In 1989 reed hij voor het eerst niet op een Yamaha, maar stapte hij over naar een Aprilia. Hierop behaalde hij een podiumplaats in Oostenrijk en werd hij met 62 punten tiende in het klassement. In 1990 stond hij in Oostenrijk en Joegoslavië op het podium. Met 118 punten werd hij zesde in het kampioenschap. In 1991 stapte hij over naar Suzuki. Dat jaar was een vijfde plaats in de seizoensfinale in Maleisië zijn hoogste klassering. Met 89 punten werd hij negende in de rangschikking.
Na het seizoen 1991 verliet Wimmer het WK wegrace. In 1992 debuteerde hij in het wereldkampioenschap superbike op een Kawasaki als wildcardcoureur tijdens het weekend in Hockenheim, maar hij wist zich niet te kwalificeren voor de races. In 1994 reed hij wederom voor Kawasaki in de races in Hockenheim; in de eerste race werd hij twintigste, terwijl hij in de tweede race niet aan de finish kwam.
Op 23 maart 2009 nam Wimmer samen met Ralf Waldmann het Duitse motormerk MZ over van het Maleisische Hong Leong Industries. Wimmer ging hierbij aan de slag als bedrijfsleider. Hieruit vloeide ook een Moto2-team, met Anthony West als coureur. Op 7 september 2012 vroeg Wimmer wegens betalingsachterstanden het faillissement bij de rechtbank in Chemnitz aan; in mei 2013 werden de laatste werknemers ontslagen.